# Sportåret 1811

## Händelser

### Boxning

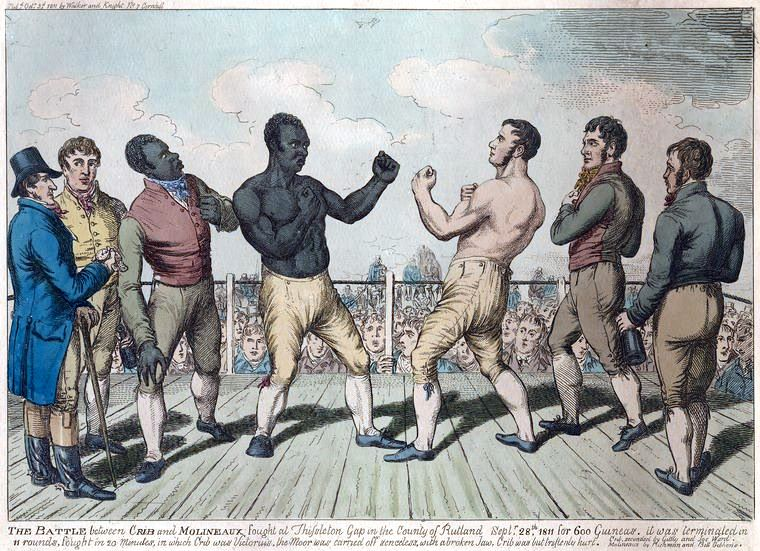
Teckning föreställande matchen mellan Tom Molineaux (till vänster) och Tom Cribb i Thistleton Gap.

- 21 maj – Tom Molineaux besegrar William Rimmer. Matchen varar i 21 ronder.[1]

- 28 september – Tom Cribb besegrar Tom Molineaux i Thistleton Gap och försvarar därmed sin engelska mästerskapstitel i tungvikt. Matchen varar i 19 minuter och tio sekunder över elva ronder.[2]

- Okänt datum – Tom Molineaux besegrar Power. Matchen varar i 17 minuter.[1]

### Cricket
- Marylebone Cricket Club tvingas flytta till andra Lord's Ground i Marylebone, men spelar inga matcher där förrän 1813.[3]

### Golf
- 9 januari – Den första kända golftävlingen för damer hålls nära Musselburgh i Skottland.[4]